# 坎特里拉夫埃克斯 (密蘇里州)
坎特里拉夫埃克斯（英語：Country Life Acres）是位於美國密蘇里州聖路易斯縣的村。

## 人口
根據2020年美國人口普查的數據，坎特里拉夫埃克斯的面積為0.32平方千米，皆為陸地。當地共有人口72人，而人口密度為每平方千米225人。